# Stanley de Haas
Stanley de Haas is een Nederlands voormalig voetballer die uitkwam voor Go Ahead Eagles. Hij speelde als verdediger.